# Meherrin

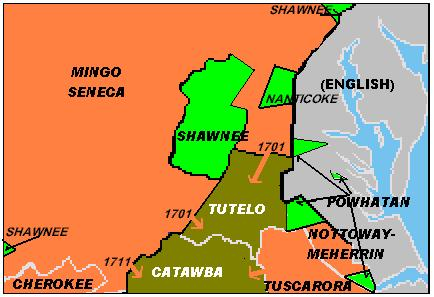
Území kmene Meherrin kolem roku 1700

Meherrin je indiánský kmen patřící do Irokézké jazykové rodiny. Jejich jazyk byl podobný jazyku kmene Tuscarora a kmenový název Meherrin znamená "Lidé kalné vody".

## Kultura
Kmen patřil do kultury severovýchodních lesů. Kmen Meherrin byl zemědělský kmen usazených lovců a sběračů. Stejně jako ostatní kmeny patřící do irokézké jazykové rodiny žili v prostorných dlouhých domech (longhouses), velmi odolných vůči povětrnostním vlivům. Při vesnicích ležely obilné a kukuřičné pole, jako tomu bylo i u mnoha jiných kmenů v široké oblasti, například u členů Irokézké ligy. Lidé z kmene Meherrin byly pod ochranou Irokézké konfederace, na rozdíl od mnoha jiných kmenů v oblasti, které s ní byly často v nepřátelském stavu.

## Dějiny
Kmen Meherrin je poprvé uveden na španělské mapě východní Severní Ameriky z roku 1550. Psaná historie kmene se ale začala 29. srpna 1650, když anglický obchodník Edward Bland spolu s dalšími pěti Angličany , jedním indiánem z kmene Nottoway a jedním indiánem z kmene Appamatox přišli do vesnice kmene Meherrin s názvem Cowonchahawkon, která se nacházela na severním břehu řeky Meherrin (Meherrin River). V blízkosti se nacházely další dvě vesnice kmene, Taurara a Unote.
Půda, řeky a potoky z oblasti, kde se dnes nachází například město Emporia poskytovaly kmeni Meherrin všechny zdroje, které potřebovali. Volně žijící zvěř a přírodní zdroje překračovaly potřeby kmene. Celkový počet obyvatel kmene Meherrin nikdy nepřekročil 600 členů.
Přestože se písemná historie kmene Meherrin začala ve Virginii, netrvalo dlouho a tlak kolonistů a tradiční indiánští nepřátelé je přinutily jít dolů řekou Meherrin dovnitř kraje Hertford (Hertford County) v Severní Karolíně. Kolem roku 1670 postihla kmen epidemie neštovic. Někdy kolem roku 1706 se usadili v ústí řeky Meherrin na území, které dříve obývali indiáni z kmene Chowanoke. Jejich počet byl již zdecimovaný. V roce 1699 jich bylo 180, z toho 50 lukostřelců, v roce 1700 už jen 150. Irokézké útoky na severní kmeny, pravděpodobně na kmen Susquehannock, kolem roku 1675 způsobily, že několik indiánů z kmene Susquehannock přijali příslušníci kmene Meherrin mezi sebe. Kmen Susquehannock ustupoval před milicionáři z Virginie, které vedl Nathaniel Bacon.
Během roku 1677 kmen Meherrin a kolonie Virginie podepsali smlouvu, která vymezila kmenové hranice. V té době na teritorium kmene Meherrin uplatňovala nárok Severní Karolína. Smlouvu podepsali náčelník Ununtequero a hlavní náčelník Harehannah. V roce 1680 příslušníci kmene Meherrin podle smlouvy opouštějí svou vesnici Cowonchahawkon ve Virginii. Opustit Cowonchahawkon byl ze strany kmene velmi dobrý strategický tah; vyhnuli se tak konfliktu s kolonisty.
Pro neustále pronikání kolonistů na jejich území a evropské onemocnění se indiáni z kmene Meherrin stěhovali do okolních močálů a méně žádaných oblasti kraje Hertford. V letech 1711 a 1712 byly spojenci Tuskarorův během Tuskarorské války.
V roce 1722 podle smlouvy z Albany se Irokézové dohodli na zastavení akcí proti kmenům ve Virginii. V roce 1757 byl kmen Meherrin pod ochranou kmene Tuscarora. V roce 1761 kmen Meherrin žije u řeky Roanoke (Roanoke River) spolu s kmeny Tuscarora, Saponi a Machapunga. V roce 1802 mnoho příslušníků kmene Meherrin odešlo s příslušníky kmene Tuscarora na sever, kde se připojili k Irokézké konfederaci, ale ne jako další kmen, ale jako součást kmene Tuscarora. Padesát z nich zůstalo ve staré vlasti, kde byli v roce 1975 uznání Severní Karolínou jako kmen.
V roce 2000 měl kmen 500 členů.
Do současnosti přežilo velmi málo uměleckých řemesel kmene Meherrin. Dnešní příslušníci tohoto kmene nemluví původním jazykem.